# Antonio López García

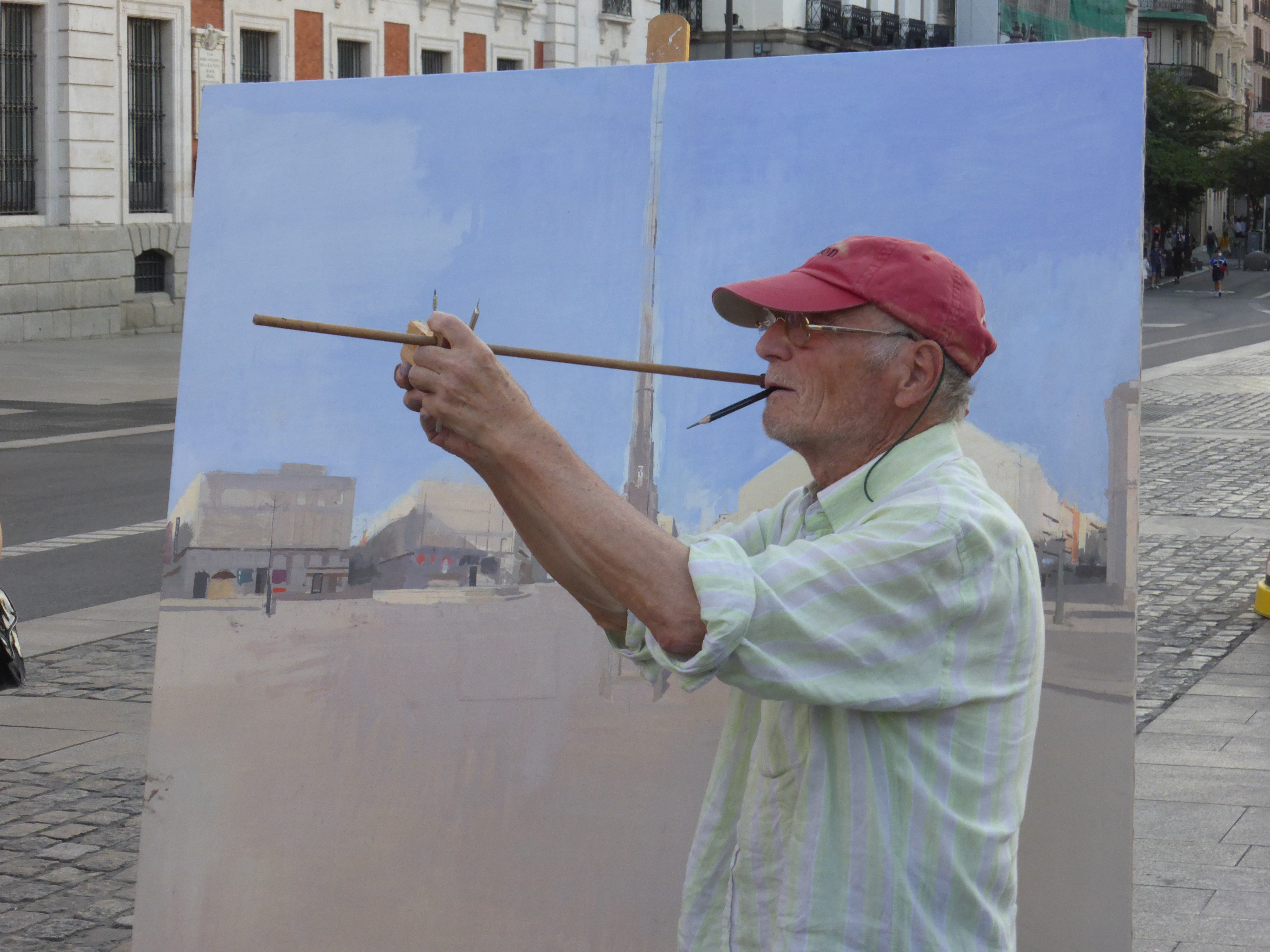
Antonio López auf der Puerta del Sol in Madrid (2021)

Antonio López García (* 6. Januar 1936 in Tomelloso, Provinz Ciudad Real) ist ein spanischer Bildhauer und Maler des Realismus.

## Leben

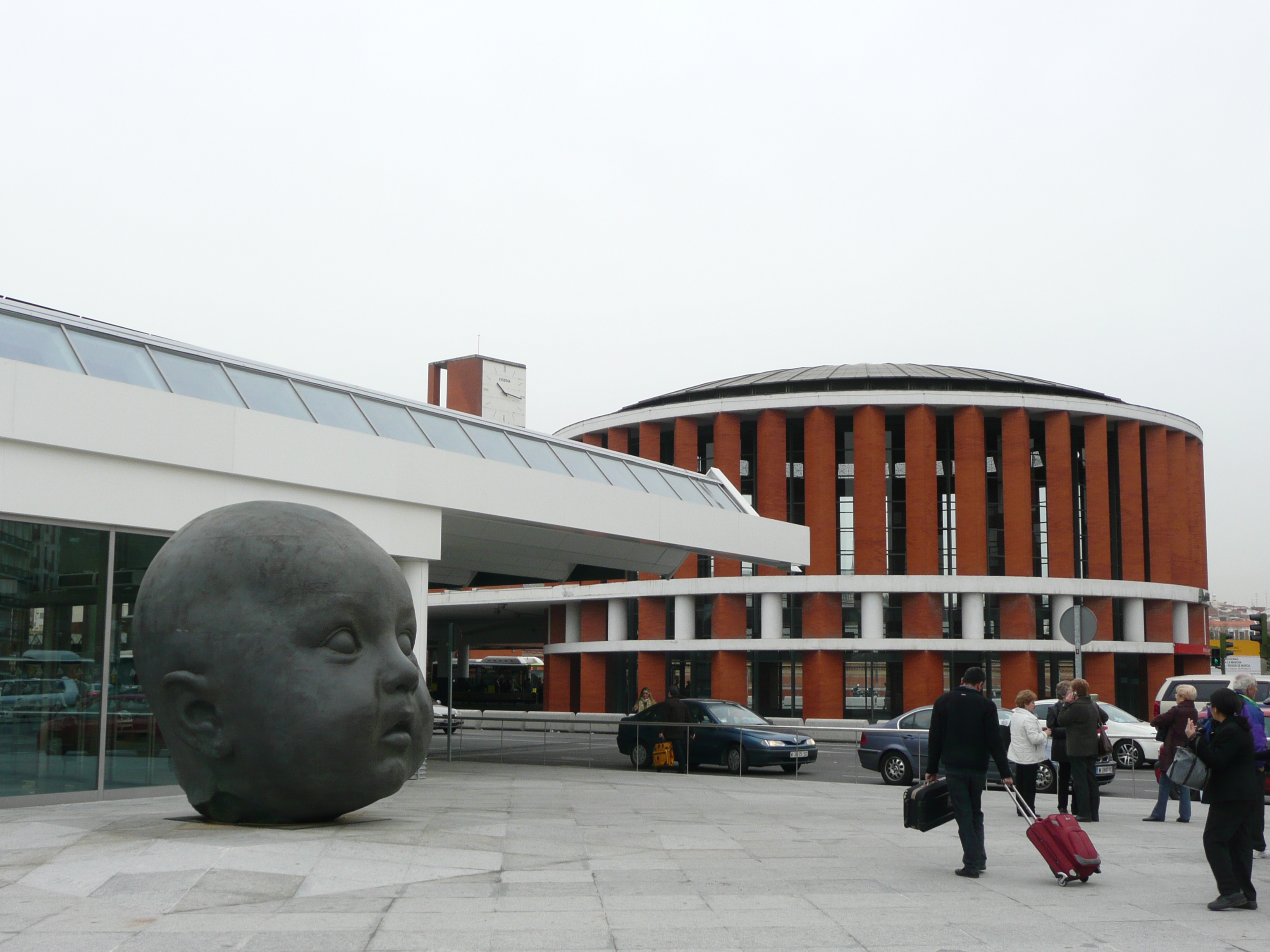
„Día“ von Antonio López

López García wurde wenige Monate vor dem Spanischen Bürgerkrieg als Sohn eines Landwirts geboren. Sein Onkel Antonio Lopez Torres, ein Landschaftsmaler, ermutigte ihn Maler zu werden. Mit 13 Jahren zog López García nach Madrid und nahm an der Real Academia de Bellas Artes de San Fernando sein Studium auf, wo er 1955 den Abschluss machte. Im Ateneo von Madrid zeigte er 1957 zum ersten Mal seine Werke in einer Einzelausstellung. López García gehört zur ersten Generation spanischer Realisten und war Teil des Künstlerkollektivs Realistas de Madrid.
Er lernte Enrique Gran (1928–1999) und Lucio Muñoz (1929–1998) kennen und war beeindruckt von der Malerei Salvador Dalís (1904–1989). Ein Stipendium ermöglichte es ihm, zusammen mit seinem Freund und Malerkollegen Francisco López Hernández (1932–2017), nach Italien zu reisen und die Malerei der Renaissance zu studieren.
Seit 1961 ist López García verheiratet mit der Malerin María Moreno (1933–2020), mit der er zwei Töchter hat. Von 1964 bis 1969 war er als Professor an der Real Academia de Bellas Artes de San Fernando tätig. Er lebt und arbeitet in Madrid und wird vertreten von der Marlborough Gallery.

## Ausstellungen

### Einzelausstellungen (Auswahl)
- 2011: Museo Thyssen-Bornemisza Madrid
- 2011: Museo de Bellas Artes de Bilbao, Bilbao
- 2008: Museum of Fine Arts, Boston, Boston
- 2001: Antonio López. Hombre y Mujer. Museo Reina Sofía, Madrid
- 1993: Antonio López. Malerei, Skulptur, Zeichnung. Retrospektive. Museo Reina Sofia, Madrid
- 1985: Museum für Moderne Kunst, Brüssel, Belgien
- 1985: Antonio López García. Museo Provincial de Albacete, Albacete
- 1957: Antonio López García y su tiempo. Ateneo von Madrid

### Gruppenausstellungen (Auswahl)
- 2008: Panorama Museum Bad Frankenhausen, Thüringen
- 1995: 46. Biennale in Venedig mit Antonio Saura, Eduardo Arroyo, Andreu Alfaro und Fernando Huici
- 1977: documenta 6, Kassel

## Auszeichnungen (Auswahl)
- 2014: Ehrendoktor der Universität Murcia
- 2012: Premio Príncipe de Viana de la Cultura
- 2011: Ehrendoktor der Universität Navarra
- 2009: Premio Penagos de Dibujo, Fundación Mapfre, Madrid
- 2006: Velázquez-Preis für Bildende Kunst[5]
- 2004: Mitglied der American Academy of Arts and Letters
- 2004: Ehrenmedaille der Internationalen Universität Menéndez Pelayo, Santander
- 2004: Kunstpreis der Stadt Alcalá de Henares
- 1985: Prinz-von-Asturien-Preis für Kunst[6]
- 1974: Wilhelm-Loth-Preis, Darmstadt

## Film
- Víctor Erice 1992: Das Licht des Quittenbaums (El sol del membrillo) über die kreative Arbeit von Antonio Lopez Garcia.[7]